# Més per Mallorca
Més per Mallorca (en français : Plus pour Majorque) (MÉS) est une coalition politique de l'île de Majorque dans les îles Baléares. Elle prône l'égalité sociale, la radicalité démocratique, la souveraineté pour l'île de Majorque, le développement durable et la préservation du territoire. La coalition a été fondée en octobre 2013 par PSM - Entente nationaliste et IniciativaVerds.

## Présentation
La coalition a été fondée en octobre 2003 par PSM - Entente nationaliste et IniciativaVerds, mais elle dispose de sa propre structure lui permettant d'accueillir directement militants et sympathisants.
Elle est l'héritière de la coalition électorale PSM-Iniciativa-Verds créée à l'été 2010 par Iniciativa d'Esquerres (ca) et Les Verts de Majorque (ca). La coalition ayant été rejointe en 2011 par Entente pour Majorque, elle change de nom pour PSM-IV-ExM.
Le 2 février 2013, la coalition adopte son nom actuel Més per Mallorca et le 26 octobre 2013 est organisée une assemblée constituante. Lors de cette assemblée sont adoptées des statuts qui permettent d'ouvrir la coalition à d'autres forces politiques et à des citoyens indépendants. Un exécutif est également élu avec Biel Barceló comme coordinateur général et comme co-porte-paroles Biel Barceló et Fina Santiago.
Au Parlement des Îles Baléares, elle fait partie du groupe parlementaire MÉS, avec la coalition Més per Menorca de l'île de Minorque.